# Antykwariat (film)
Antykwariat – polski film dokumentalny z 2005 roku w reżyserii Macieja Cuske i z jego scenariuszem.
Wielokrotnie nagrodzony dokument ukazuje nietypowy warszawski antykwariat należący do pana Krzysia. Nie jest to zwyczajny sklep, lecz miejsce, do którego wielu klientów przychodzi po to, by porozmawiać. Często jest im łatwiej zwierzać się zupełnie nieznajomym osobom. Rozmowy te nie ustają przez cały czas otwarcia antykwariatu, a czuwa nad nimi właściciel sklepu.

## Nagrody
Dla Macieja Cuske w roku 2005:
- Nagroda Specjalna "Brązowy Lajkonik" na Krakowskim Festiwalu Filmowym (Konkurs Krajowy)
- Nagroda Jury Studentów Miasta Krakowa "za inspirująco przystępne ceny książek i asortyment spod lady" na Krakowskim FF (Konkurs Krajowy)
- Nagroda Publiczności na Krakowskim FF (Konkurs Krajowy)
- Nagroda w kategorii: studencki film dokumentalny na Festiwalu Filmów Optymistycznych "Happy End" we Wrocławiu
- Nagroda Dziennikarzy na Międzynarodowym Festiwalu Filmowym "Ofensiva" we Wrocławiu
- Brązowa Iglica w kategorii filmów dokumentalnych na Międzynarodowym Festiwalu Filmowym "Ofensiva" we Wrocławiu